# Вулкан Беллерберг

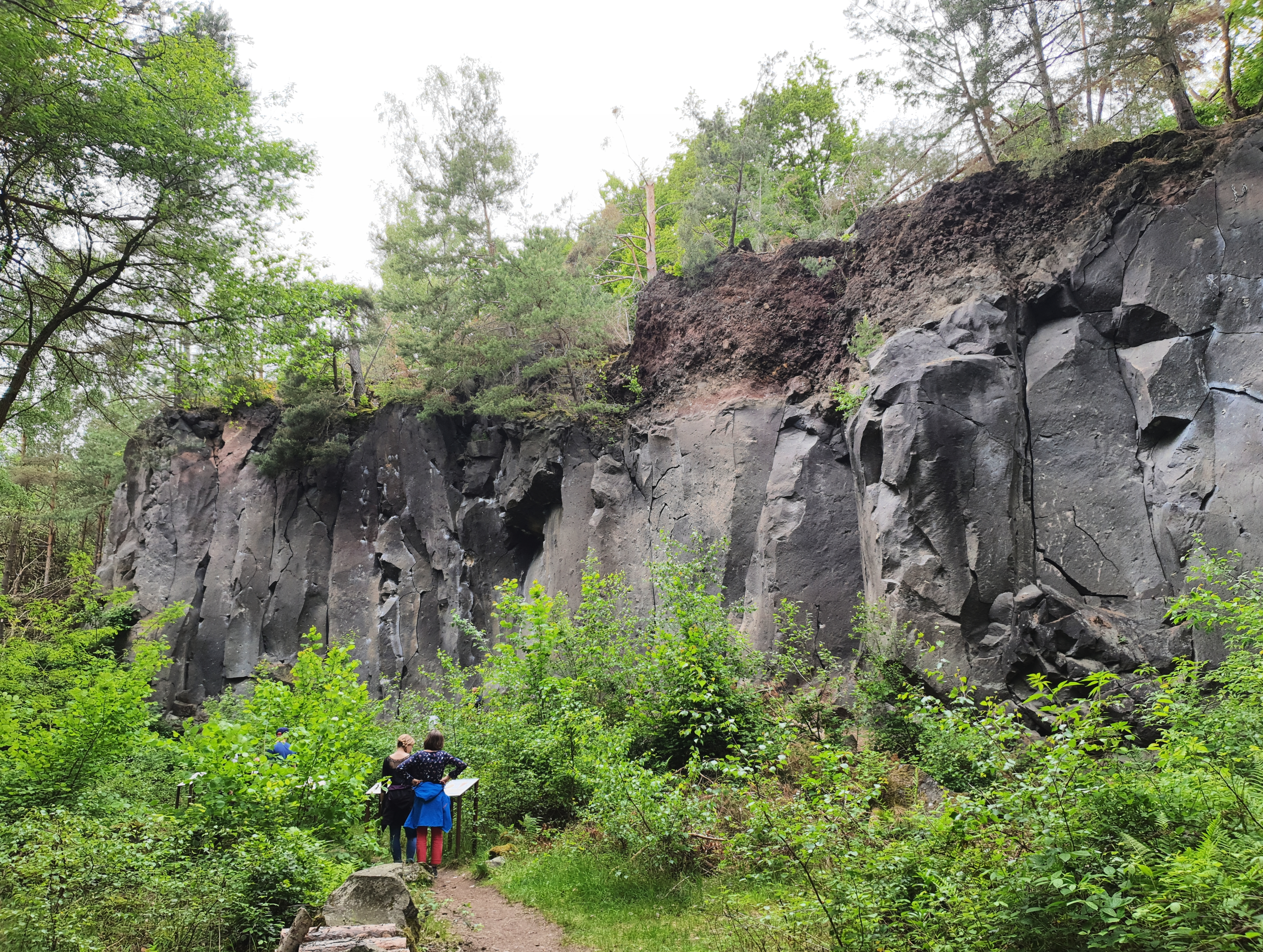
Базальтова стіна Коттенхаймер Бюдена

Вулкан Беллерберг — група вулканів, що утворилася в результаті великої кількості окремих вивержень 200 000 років тому.
Вулканічний комплекс розташований у Східному Айфелі між містами Еттрінген, Коттенгайм і містом Майєн на краю зони розлому в басейні Середнього Рейну. Бурхливі рухи спричинили розломи в кореневій породі, що дозволило магмі піднятися вздовж цього розлому з камери глибиною 10–20 км. Вулканічна діяльність почалася близько 200 000 років тому в східній частині вулкана Беллерберг. Багата газом гаряча магма при температурі 1100 °C вийшла на поверхню землі в кількох центрах виверження і утворила менші шлакові конуси. Величезна кількість уламків лави, які в основному викидалися у східному напрямку, утворили базальтову стіну Коттенхаймер Бюдена. Поступово утворився фланг кратера у формі півмісяця, висота якого за кілька днів повинна була перевищувати 20 м. Крім того, відкрилися довші тріщини, які перенесли багато лави і таким чином дали початок Еттрінгер Беллерберг.